# Syngamia oggalis
Syngamia oggalis là một loài bướm đêm trong họ Crambidae.